# Arden (Texas)
Pour les articles homonymes, voir Arden.
Arden est une ville fantôme située dans le comté d'Irion, au Texas, aux États-Unis. Cette ville fut nommée d’après la famille Arden, qui était propriétaire des terres de la région en 1885. Avec un bureau de poste établi en 1890 et une école en 1892, la ville a atteint une population de 130 habitants à son apogée en 1947. Cependant, la sécheresse et le bas prix du coton étouffèrent finalement la ville qui est désertée par la plupart des entreprises en 1966. Sa population n'était plus que d'un seul habitant lors du recensement de 2000.